# Heliosia charopa
Heliosia charopa är en fjärilsart som beskrevs av Turner 1904. Heliosia charopa ingår i släktet Heliosia och familjen björnspinnare. Inga underarter finns listade i Catalogue of Life.